# Bahnhof Lünen Preußen
Der Bahnhof Lünen Preußen ist ein Bahnhof der Deutschen Bahn im Ortsteil Horstmar der Stadt Lünen in Nordrhein-Westfalen. Der Bahnhof liegt an der Bahnstrecke Dortmund–Gronau und an der Bahnstrecke Lünen Preußen–Münster, deren Anfangspunkt er ist. Er wird von Regionalzügen der Linien RB50 (Dortmund – Münster) und RB51 (Dortmund – Enschede in den Niederlanden) bedient. Der Bahnhof verfügt über zwei Bahnsteiggleise.

## Geschichte
Mit Betriebsbeginn auf der Zeche Preußen im Jahr 1895 in Horstmar, das zu diesem Zeitpunkt noch kein Stadtteil von Lünen war, wurde auch die Errichtung eines Bahnhofs in dem Ort notwendig. Dieser Bahnhof wurde zunächst nur vom Güterverkehr genutzt und lag an der Bahnstrecke von Oberhausen-Osterfeld Süd nach Hamm (Westfalen) (Hamm-Osterfelder Bahn). Der Güterverkehr wuchs nach einiger Zeit so stark an, dass die Bahnstrecke nach Dortmund zweigleisig ausgebaut werden musste. An dieser Bahnstrecke entstand 1905 der Personenbahnhof Lünen Süd. 1920 wurde der Personenverkehr zum schon bestehenden Bahnhof Lünen Preußen verlegt. Dies bot sich an, da der Bahnhof Lünen Süd zu gering frequentiert wurde und der Betrieb sich nicht rentierte. Am 19. Februar 1920 erfolgte die Eröffnung des Bahnhofs Preußen für den Personenverkehr.
Das Empfangsgebäude bestand aus einem traufenständigen und zweistöckigen Klinkerbau mit Walmdächern. Es liegt bis heute etwas versetzt zur Straße und unterhalb des Bahndamms. Vor der Schalterhalle im Empfangsgebäude stand ein zweitüriger Windfang. Auf dem Dach der Schalterhalle befand sich eine Bahnhofsuhr in einer Fledermausgaube. Nördlich des Gebäudes wurde ein zweistöckiger Anbau mit Rechteckfenstern errichtet, in dessen Untergeschoss die Diensträume untergebracht waren; im Obergeschoss befanden sich Privatwohnungen. Der an das Gebäude anschließende Turm wurde wahrscheinlich für den Transport und die Lagerung des Gepäcks genutzt. Im südlichen, L-förmigen Anbau lagen die Bahnhofsgaststätte und weitere Wartesäle. Sie konnten über die Schalterhalle erreicht werden, wo sich auch Schalter für Fahrkarten und Gepäck befanden.
Auf der anderen Gleisseite befand sich ein Güterschuppen mit Seitenrampen. Aufgrund des Fehlens einer Kopframpe war der Bahnhof nach der Eröffnung für den Personenverkehr für den Güterverkehr allerdings nur eingeschränkt nutzbar. Die Fläche zwischen Stationsgebäude und Bahndamm wurde erst später durch Anbauten mit Flachdach ergänzt.
Am 18. Oktober 1924 eröffnete die Deutsche Reichsbahn-Gesellschaft (DRG) die 45,4 Kilometer lange Bahnstrecke Preußen-Münster zwischen dem Bahnhof Preußen und Münster Hauptbahnhof.
1938 gehörte der Bahnhof zur Rangklasse III.
Zwischen 2014 und 2017 wurden das Stationsgebäude und die Bahngleise für 2,9 Millionen Euro modernisiert. Die Kosten teilten sich die DB Station&Service AG (2 Millionen Euro) und das Land Nordrhein-Westfalen (0,9 Millionen Euro). Im Zuge der Modernisierung wurden überdachte Bereiche am Bahnsteig geschaffen, der Bahnsteig auf 76 cm angehoben, ein Aufzug eingerichtet, um den Bahnhof barrierefrei zu gestalten, und neue Türen sowie eine digitale Anzeigetafel in der Empfangshalle installiert. Die Kosten für die Beleuchtung, den Weg zum Bahnsteig und den überdachten Eingangsbereich in Höhe von 300.000 Euro trug vollständig der Zweckverband Nahverkehr Westfalen-Lippe. Trotz der Umbauten hat das Bahnhofsgebäude sein äußeres Erscheinungsbild bis heute behalten.